# Miss England II
Miss England II era il secondo motoscafo della serie Miss England, con cui Henry Segrave prima e Kaye Don in seguito conquistarono il record di velocità su acqua.

## Il progetto
Henry Segrave, dopo il terzo primato di velocità su terra, spinto dallo stesso Gar Wood, iniziò a dedicarsi alla motonautica. Dopo la vittoria contro Wood a Miami, ottenuta con il Miss England I, il pilota britannico decise di provare a conquistare il record di velocità. Ma Segrave si rese conto che il Miss England I non era sufficientemente potente, e decise di progettare una nuova imbarcazione, in collaborazione con Kaye Don. La costruzione iniziò nel 1930, e come per il Miss England I fu finanziata da Lord Wakefield, che in quest'occasione scelse personalmente anche i motori da impiegare, due Rolls-Royce R. Questi propulsori, destinati all'uso aeronautico, erogavano ciascuno 1800 CV.
Lo scafo, lungo 11 metri e largo 3, era completamente in legno.
Al contrario dei suoi maggiori rivali, i motoscafi Miss America costruiti da Gar Wood, nei Miss England i due propulsori erano posizionati posteriormente, con la cabina di pilotaggio posta davanti ad essi. In occasione del loro primo incontro, lo stesso Wood espresse a Segrave le sue preoccupazioni sulla pericolosità di tale configurazione, ma il pilota britannico rispose che preferiva tale disposizione in quanto impediva ai fumi di scarico di oscurargli la vista.

## Il primo record e la morte di Segrave
Il luogo scelto per il tentativo fu il lago Windermere, nella contea di Cumbria. Giovedì 11 giugno Segrave effettuò una corsa di prova, ma uno dei motori cedette. Il 13 giugno, il pilota britannico decise di tentare il record. Il primo passaggio venne cronometrato a 96,41 mp/h. Nel secondo, Segrave raggiunse le 101,11 mph, diventando il primo uomo a superare la barriera delle 100 mp/h sull'acqua. Con una media di 98,76 mp/h (158,94 km/h), Segrave segnò il nuovo record di velocità. Non avendo ricevuto la conferma, Segrave decise di fare un terzo passaggio. Durante la corsa, in piena velocità, il Miss England II urtò un tronco d'albero sommerso. L'imbarcazione si sollevò letteralmente dall'acqua, per poi impattare violentemente contro la superficie del lago. Dei due meccanici a bordo, uno, Victor Halliwell, rimase ucciso, mente l'altro, Willcocks, rimase gravemente ferito. Segrave fu anch'esso ripescato vivo, ma privo di conoscenza. Portato in ospedale, riprese conoscenza solo per pochi attimi, in cui chiese se era riuscito a conquistare il record. Morì pochi minuti dopo la conferma, a due ore dall'incidente.
Nonostante non abbia completato la terza corsa, le prime due furono sufficienti ad omologare il record.

## Kaye Don

### La sfida con i fratelli Wood
Dopo l'incidente di Segrave, Kaye Don fece riparare il Miss England II. Nel 1931, sul fiume Detroit, si teneva l'Harmsworth Trophy. Davanti a un pubblico stimato di un milione di persone, Kaye Don e Gar Wood si sfidarono, rispettivamente a bordo del Miss England II e del Miss America IX. Alla gara partecipò anche il fratello di Wood, George, a bordo del Miss America VIII.
La gara era articolata in due manche. La prima fu vinta da Don, in quanto la chiglia della barca di Wood rimase danneggiata dalla scia del Miss England II. La prima manche si corse di lunedì, mentre la seconda doveva avere luogo di giovedì. Il team lavorò giorno e notte, ma l'urto aveva danneggiato il serbatoio del combustibile, e Wood si vide costretto a chiamare la direzione gara. Wood telefonò ai giudici, chiedendo loro se potevano parlare con Don, e se lui acconsentiva a concedergli una proroga di 45 minuti. Il pilota britannico era già sulla linea di partenza, davanti allo starter, e alla richiesta rispose con un secco no, aggiungendo che se non si fosse presentato entro l'orario stabilito, sarebbe partito da solo. Dopo una breve discussione, Don acconsenti a concedere il tempo richiesto, e lui stesso approfittò del lasso di tempo per cambiare l'olio motore. Alla partenza, sia il Miss England II che il Miss America IX tagliarono la linea di partenza in anticipo, rispettivamente di 7,26 e 9,36 secondi. Secondo il regolamento, l'imbarcazione che tagliava la linea di partenza prima dello sparo dello starter, sarebbe stata penalizzata per un tempo pari a tre volte il numero di secondi di anticipo. Se l'imbarcazione superava la linea più di 5 secondi prima dello sparo, veniva invece squalificata. Così sia Gar Wood che Kaye Don vennero squalificati, ma entrambi i piloti continuarono la corsa inconsapevoli. Nel proseguire della gara, per difendersi da un tentativo di sorpasso del Miss America IX, Don perse il controllo del Miss England II. L'imbarcazione si rovesciò, ma Kaye Don e il suo meccanico rimasero illesi. Gar Wood tagliò per primo il traguardo e venne informato poco dopo della squalifica. La vittoria andò così a George che aveva tagliato il traguardo poco dopo il fratello.

### Gli ultimi record
Il record stabilito da Segrave rimase imbattuto per quasi un anno, fino al 20 marzo 1931, quando Gar Wood, a bordo del Miss America IX toccò le 102,256 mph (164,565 km/h). Kaye Don decise di provare a riconquistarlo, sempre con il Miss England II. A nemmeno un mese di distanza dal record di Wood, il 15 aprile, sul fiume Paraná Kaye Don raggiunse le 103,49 mph (166.55 km/h). Il 31 luglio dello stesso anno, stavolta sul Lago di Garda, in occasione della Seconda Riunione Internazionale di Motonautica del Garda, Don spinse il Miss England II fino alle 110,22 mph (177,387 km/h). L'evento motonautico fu patrocinato da Gabriele d'Annunzio che presenziò alle gare e volle, come ospite d'onore al Vittoriale, proprio Kaye Don, con il quale intrattenne, durante la primavera e l'estate del 1931, uno stretto rapporto di amicizia.  La Riunione Motonautica Internazionale del Garda  fu dedicata, dallo stesso d'Annunzio, allo scomparso Henry Segrave.
.

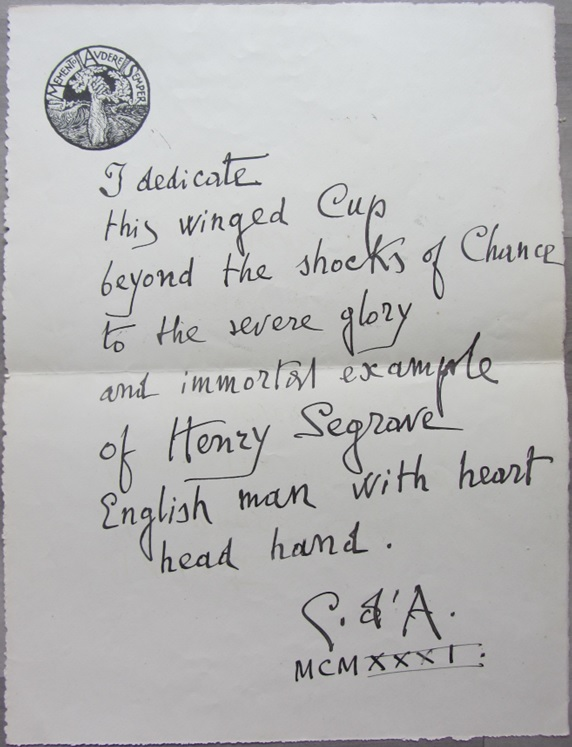
Dichiarazione di d'Annunzio a Kaye Don

Questo record, l'ultimo fatto segnare dal Miss England II, resistette per più di 6 mesi.